# مارک بازن
مارک بازن (انگلیسی: Marc Bazin; زاده ۶ مارس ۱۹۳۲ – درگذشته ۱۶ ژوئن ۲۰۱۰) سیاستمدار اهل هائیتی بود. وی از ۱۹ ژوئن ۱۹۹۲ تا ۱۵ ژوئن ۱۹۹۳ رئیس‌جمهور موقت هائیتی بود.
مارک بازن در ۱۶ ژوئن ۲۰۱۰، در سن ۷۸ سالگی بر اثر سرطان پروستات درگذشت.